# St.-Olav-Medaille

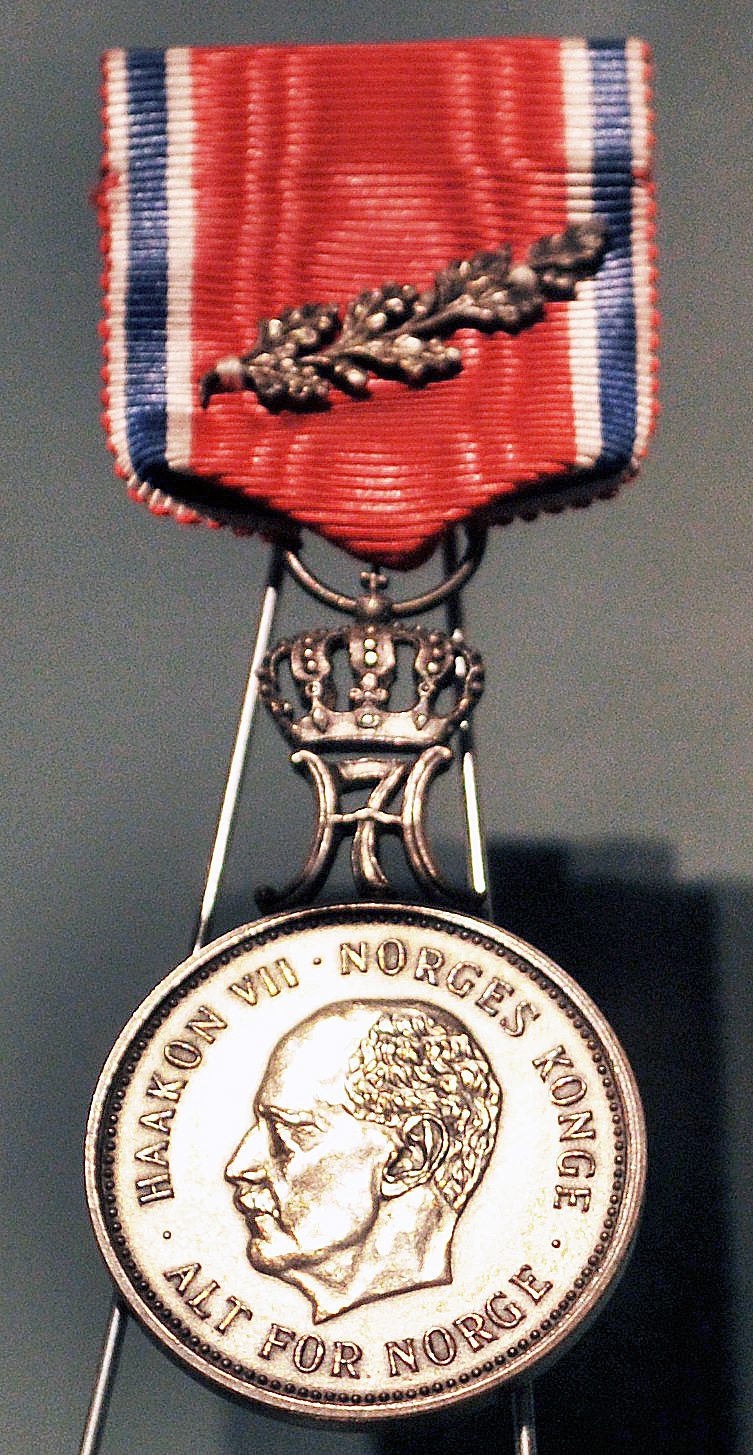
St.-Olav-Medaille mit Eichenlaub

Die St.-Olav-Medaille wurde am 17. März 1939 von König Haakon VII. von Norwegen gestiftet und kann an alle Personen für allgemeine Verdienste um Norwegen sowie in Kriegszeiten für persönlichen Einsatz verliehen werden.
Die silberne Medaille zeigt auf der Vorderseite das Porträt des regierenden Monarchen und umlaufend seinen Wahlspruch. Rückseitig ist das Erzbischofszeichen von Trondheim abgebildet. Darüber das Monogramm des jeweiligen Monarchen.
Getragen wird die Auszeichnung an einem roten Band mit weißblauen Bordstreifen auf der linken Brust. Wird die Medaille für Militärverdienste verliehen, wird ein Eichenzweig aus Silber auf dem Ordensband angebracht.
Eine Verleihung des Ordens ist auch postum möglich.